# Adenia glauca
Adenia glauca es una especie de arbusto perteneciente a la familia  Passifloraceae. Es originaria de África.

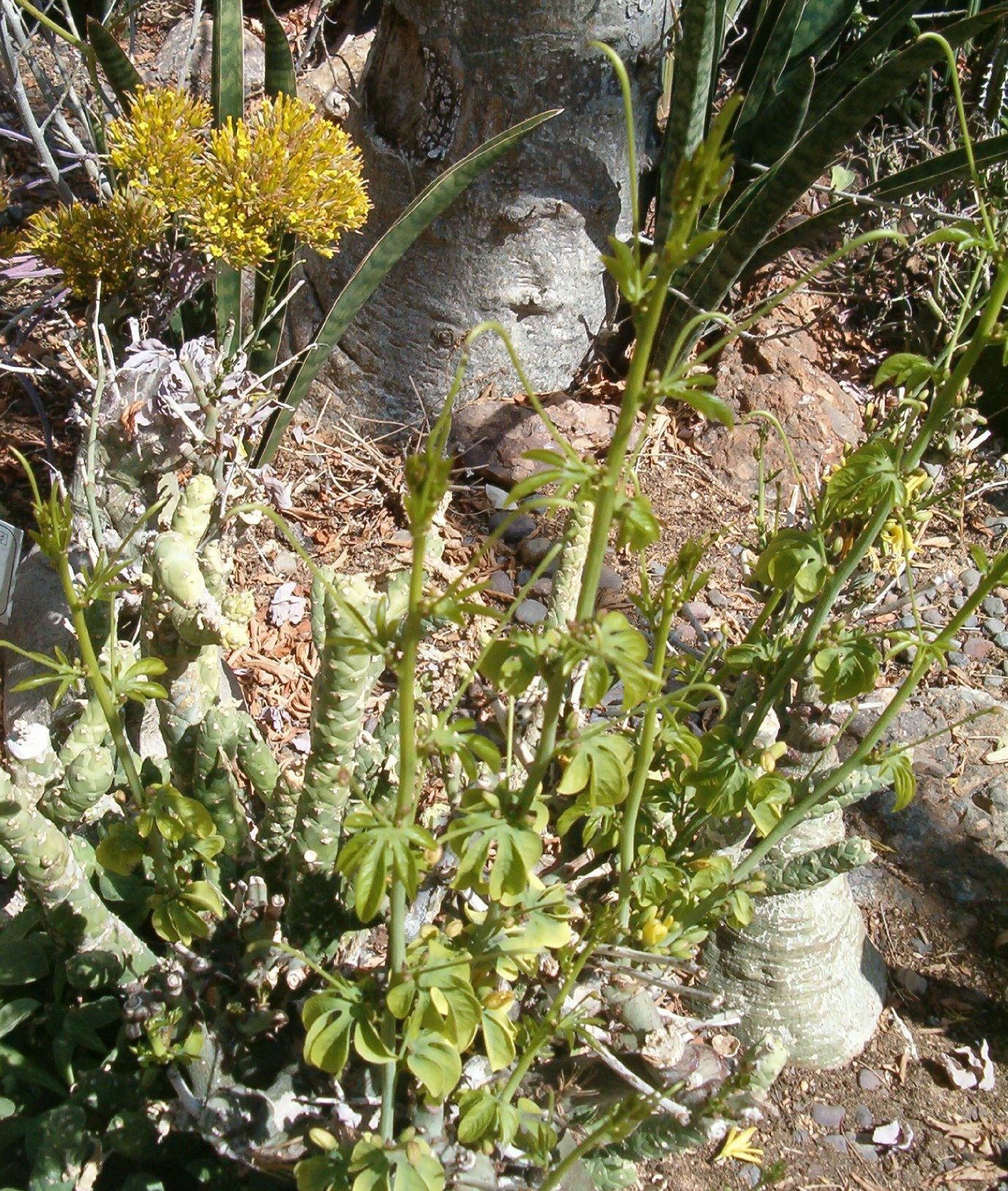
Vista de la planta

## Descripción
Es una planta trepadora, a veces arbustiva, de hasta 3,5 m de altura, con la parte basal sobre el suelo, emitiendo numerosos tallos de hasta 3 m de largo. La lámina de la hoja tiene 12.2 × 2.5 cm de longitud y son membranosas a coriáceas, de color grisáceo, glauco o morado-gris, a veces punteadas, con cinco nervios principales. Peciolo de (0.5) 5.1 cm de largo. El fruto es una cápsula de 1.8 -2 · 5 × 1.5 cm , orbiculares, sin hueso.

## Distribución y hábitat
Se encuentra en África en los lugares rocosos en la sabana seca.

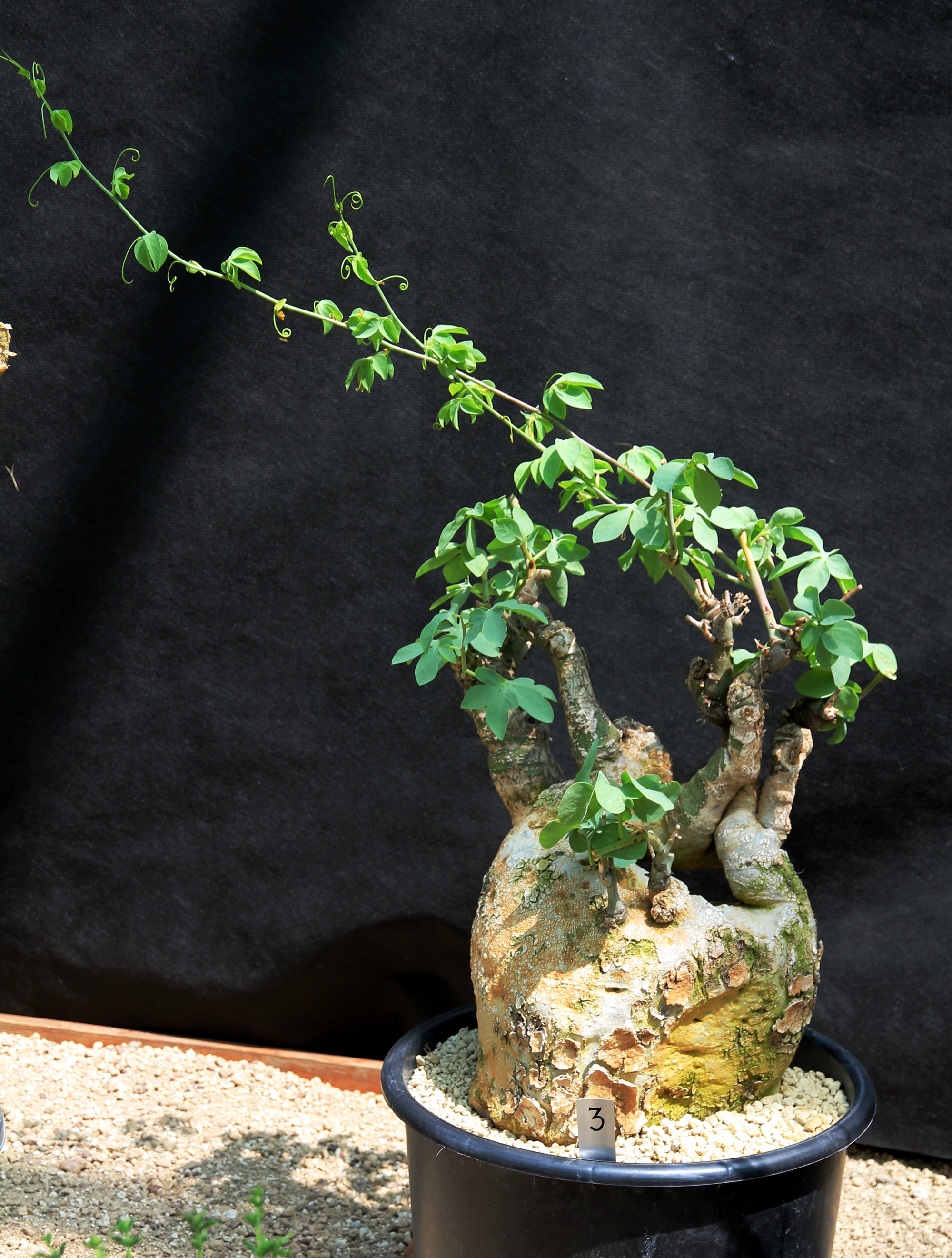
Jardín Botánico de Praga

## Ecología
La planta es el alimento de las larvas de la mariposa Acraea acara.

## Taxonomía
Adenia glauca fue descrita por Hans Schinz y publicado en Journal of Botany, British and Foreign 66: 141. 1928.
Sinonimia
- Modecca glauca Schinz (1892)[2]